# 羅生門の妖鬼
『羅生門の妖鬼』（らしょうもんのようき）は1956年（昭和31年）1月3日公開の日本映画である。東映製作・配給。監督は佐伯清、主演は中村錦之助。モノクロ、スタンダード、68分。
歌舞伎の『茨木』『戻橋』『土蜘蛛』をアレンジした作品で、中村錦之助が4役を演じた。

## スタッフ
- 監督：佐伯清
- 脚本：五都宮章人
- 企画：マキノ光雄、藤川公成
- 撮影：吉田貞次
- 音楽：高橋半
- 美術：川島泰三
- 録音：佐々木稔郎
- 照明：和多田弘
- 編集：宮本信太郎

## キャスト
- 平三郎敦時・小百合・茨木・僧智籌：中村錦之助
- 渡辺綱：東千代之介
- 源頼光：中村時蔵
- 袴垂保輔：月形龍之介
- 平良門：中村歌昇
- 碓井貞光：原健策
- 卜部季武：中野雅晴
- 坂田金時：伏見扇太郎
- 安部晴明：清川荘司
- 陣内兵衛：吉田義夫
- 藤原左大臣：加賀邦男
- 一条大蔵卿：堀正夫
- 佐土川光隆：中村時十郎
- ひょうきんな男：時田一男
- 嵐平：石丸勝也
- 神主：水野浩
- 町の男一：山内八郎
- 町の男二：岸田一夫
- 町の男三：村田宏二
- 少年敦時：坂東小簑
- 千寿姫：高千穂ひづる
- 吉野：三條美紀
- 大蔵卿の姫：千舟しづか
- 侍女香月：江川順子
- 侍女桂：和田道子（高倉みゆき）